# شارل گاندی
شارل گاندی (فرانسوی: Charles Gandy‎؛ ‏ ۲۱ آوریل ۱۸۷۲ – ۵ ژوئیهٔ ۱۹۴۳) پزشک اهل فرانسه بود که به سبب توصیف گره‌های گاندی–گامنا شهرت دارد.